# 206P/Barnard-Boattini
206P/Barnard-Boattini – kometa krótkookresowa z rodziny komet Jowisza oraz obiekt typu NEO.

## Odkrycie
Kometę tę odkrył Edward Emerson Barnard 13 października 1892 roku. Była to pierwsza w historii kometa odkryta za pomocą fotografii. Komety nie obserwowano później przez wiele lat i oznaczono jako zagubioną symbolem D/1892 T1. Została ona ponownie odnaleziona w ramach programu obserwacyjnego Mount Lemmon Survey przez włoskiego astronoma Andreę Boattiniego 7 października 2008 roku. Od momentu odkrycia i zagubienia do czasu ponownego odnalezienia obiekt ten zdołał dokonać dwudziestu obiegów Słońca.
W nazwie znajdują się nazwiska obydwu odkrywców.

## Orbita komety i właściwości fizyczne
Orbita komety 206P/Barnard-Boattini ma kształt elipsy o mimośrodzie 0,69. Jej peryhelium znajduje się w odległości 0,98 j.a., aphelium zaś 5,31 j.a. od Słońca. Jej okres obiegu wokół Słońca wynosi 5,57 roku, nachylenie do ekliptyki to wartość 31,97˚.
Średnica jądra tej komety to maksymalnie kilka km. Ľuboš Neslušan z Instytutu Astronomicznego Słowackiej Akademii Nauk sugeruje, że 14P/Wolf i kometa 206P/Barnard-Boattini są częściami większego ciała, które uległo rozpadowi.